# Виње (Анкона)
Виње (итал. Vigne) насеље је у Италији у округу Анкона, региону Марке.
Према процени из 2011. у насељу је живело 44 становника. Насеље се налази на надморској висини од 750 м.